# John Toshack
John Benjamin Toshack OBE (*22. března 1949) je bývalý velšský fotbalový útočník a trenér. Výraznou část své aktivní kariéry spojil s anglickým klubem Liverpool FC, kde vytvořil legendární útočnou dvojici s Kevinem Keeganem. Za velšský národní tým nastoupil ve čtyřiceti utkáních, v nichž vstřelil 12 branek.

## Trenérská kariéra
Trenérskou dráhu započal jako hrající trenér ve velšském klubu Swansea City. Poté prošel několik klubů v různých evropských zemích, především španělský Real Madrid, kde byl dvakrát vyhlášen nejlepším trenérem španělské ligy. Zatím posledním Toshackovým angažmá bylo šestileté působení u velšské reprezentace, které ukončil v září 2010 rezignací po prohraném utkání s Černou Horou 1.

## Osobní život
Narodil se v Cardiffu 22. března 1949 skotskému otci a velšské matce. Jeho syn Cameron Toshack odehrál 5 zápasů za Cardiff City FC.

## Úspěchy

### Hráčské
- Cardiff City FC
  - 3× vítěz velšského poháru (1967, 1968, 1969)
- Liverpool FC
  - 3× vítěz anglické ligy (1972/73, 1975/76, 1976/77)
  - 1× vítěz FA Cupu (1974)
  - 1× vítěz Community Shield (1976)
  - 2× vítěz Poháru UEFA (1972/73, 1975/76)
  - 1× vítěz PMEZ (1976/77)
  - 1× vítěz evropského superpoháru (1977)

### Trenérské
- Swansea City (hrající trenér)
  - 3× vítěz velšského poháru (1981, 1982, 1983)
- Real Madrid
  - 1× vítěz Primera división (1989/90)
  - 1× vítěz Copa del Rey (1987)
  - 1× vítěz Supercopa de España (1995)
    - 2× nejlepší trenér španělské ligy (1989, 1990)
- Beşiktaş
  - 1× vítěz tureckého poháru (1998)